# Pessarium

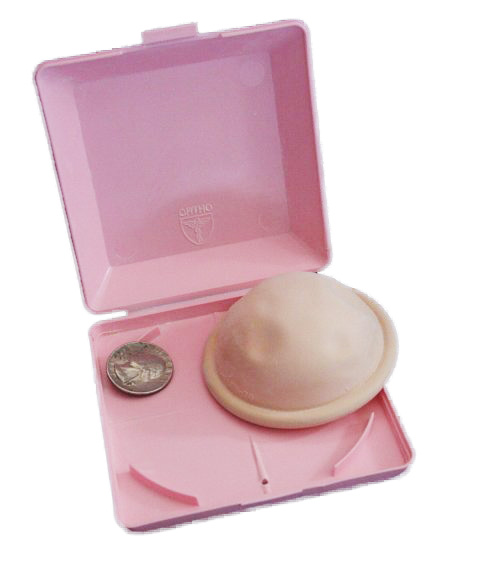
Een pessarium in een roze doosje. De munt is getoond vanwege de afmetingen en hoort niet bij het voorbehoedsmiddel

Een pessarium (of vrouwenring) (letterlijk (uit het Grieks: πεσσος (pessos)= [ronde] steen): rond, ringvormig voorwerp) is een door vrouwen te gebruiken voorwerp dat in de vagina wordt geplaatst als voorbehoedsmiddel of ter verlichting van klachten van verzakking of incontinentie. Deze laatste toepassing is heel gebruikelijk; Het pessarium voor anticonceptie werd in Nederland en België geïntroduceerd als voorbehoedsmiddel door Aletta Jacobs, die veel voor de rechten van de vrouw heeft gestreden.
Het pessarium is opgenomen in de lijst van essentiële geneesmiddelen en hulpmiddelen van de WHO.

## Pessarium voor verzakking
Hiervan zijn vele typen beschikbaar; een van de meer gebruikte vormen is een ring met een diameter tussen ca 50 en 80 mm en een dikte van 5-10 mm. Deze kan in flexibele of harde kunststof of in porselein zijn uitgevoerd. Het pessarium wordt in verticale stand tussen de schaamlippen door in de schede gebracht en dan zo gedraaid dat de achterrand achter de baarmoederhals ligt en de voorrand achter het schaambeen. Hierdoor wordt idealiter voorkomen dat de baarmoeder naar beneden zakt en wordt de urethra (plasbuis) wat opgespannen.

### Maat
De beste maat is die waarbij de klachten (verzakking of incontinentie) zo goed mogelijk worden verholpen, maar die niet zo klein is dat hij er spontaan uitvalt en die niet zo groot is dat het inbrengen moeilijk wordt of dat er te veel druk op de vaginawand wordt uitgeoefend, waardoor inwendig decubitus kan ontstaan. Vaak moet wat met de maat geëxperimenteerd worden voor men een acceptabele oplossing heeft.

### Indicaties
Het pessarium wordt vooral gebruikt als een operatie technisch niet goed mogelijk is of ontoelaatbare risico's voor de vrouw met zich mee zou brengen. Er zijn ook vrouwen die liever een pessarium dragen dan zich te laten opereren. De afweging geschiedt per geval.

### Onderhoud
Omdat de mogelijkheid van inwendige decubitus bestaat moet iemand met een dergelijk pessarium dit eigenlijk driemaandelijks laten controleren. De arts verwijdert het pessarium, maakt het schoon, inspecteert de schede met een speculum op verwondingen en plaatst het pessarium terug. Langdurig vergeten van de controles leidt weleens tot een pessarium dat niet meer te verwijderen is doordat het is ingegroeid of omdat de ingang van de schede te klein geworden is. Dit laatste kan verwijdering van vooral een star pessarium pijnlijk maken. Dan moet de verwijdering weleens onder narcose gebeuren.

## Pessarium als voorbehoedsmiddel
Het pessarium is een siliconen kapje met een flexibele rand en een membraan dat de baarmoederhals afsluit. Het verhindert zo dat er zaadcellen in de baarmoeder komen. In de rand zit een veer die het pessarium op zijn plaats houdt. Een zaaddodende gel wordt in het pessarium gedaan en over de baarmoedermond aangebracht. Het klassieke pessarium heeft verschillende maten en moet worden aangemeten door een arts. Het Caya pessarium is een nieuwe variant die één maat heeft en deze hoeft niet te worden aangemeten door een arts. Een pessarium moet na de geslachtsgemeenschap minimaal 6 uur blijven zitten om er zeker van te zijn dat de zaadcellen niet meer actief zijn.

### Gebruik
Voor het inbrengen van het pessarium moet er steeds een theelepel zaaddodende gel aangebracht worden op de holle zijde van het membraan. Dit zorgt voor een extra bescherming mocht het sperma niet worden tegengehouden door het membraan. De aangebrachte hoeveelheid volstaat voor één zaadlozing. Vindt er kort nadien opnieuw geslachtsgemeenschap plaats, dan moet er opnieuw zaaddodende gel worden aangebracht met een applicator. Het pessarium moet blijven zitten.
Controleer altijd of het pessarium goed geplaatst is. Dit kan gedaan worden door met een vinger over het membraan te voelen of de randen aansluiten op de vaginawand en de baarmoedermond is afgesloten. De baarmoedermond kan door het membraan heen gevoeld worden; dit voelt zoals het puntje van de neus.
Het pessarium kan twee uur voor de geslachtsgemeenschap worden ingebracht. Verstrijkt deze tijd zonder dat er geslachtsgemeenschap heeft plaatsgevonden, dan kan met de applicator zaaddodende gel worden toegevoegd, zonder het pessarium te verwijderen. Na de gemeenschap dient het pessarium 6 uur te blijven zitten. Het pessarium mag niet langer dan 24 uur in de vagina blijven zitten omdat er anders kans is op urineweginfecties.

### Onderhoud
Na het gebruik kan het pessarium met een milde zeep en water gewassen worden en met een schone doek worden afgedroogd. Vervolgens wordt het pessarium in het bijgeleverde doosje bewaard.
Het pessarium moet na ongeveer twee jaar worden vervangen.

### Orale seks
Het is niet gevaarlijk om orale seks te hebben in combinatie met het gebruik van een zaaddodende gel, die in Nederland op de markt is. Sommige personen vinden de smaak alleen niet lekker. In dit geval kan het pessarium ook worden ingebracht na de orale seks. In dit geval kan de onderbreking wel als storend worden ervaren en zelfs leiden tot het niet gebruiken of het volledig vergeten in te brengen van het voorbehoedsmiddel. Het pessarium moet vóór de gemeenschap op zijn plaats zitten wil het werkzaam zijn.

### Aanvaardbaarheid
Steeds meer vrouwen zijn op zoek naar anticonceptie zonder hormonen. Dit is een nieuwe trend waardoor ook het pessarium zijn herintrede heeft gemaakt. Met een nieuwe ontwikkeling zoals het Caya pessarium met slechts één maat die niet hoeft worden aangemeten is het gebruik ervan een stuk eenvoudiger geworden. Daarnaast is het Caya pessarium net zo eenvoudig in the brengen als een tampon en door zijn vorm ook makkelijker te verwijderen dan het klassieke pessarium.

### Betrouwbaarheid
De betrouwbaarheid van het pessarium is voor een groot deel afhankelijk van het juiste en consequent gebruik.
Het pessarium heeft een betrouwbaarheid tussen de 96,5% - 99% bij goed gebruik op basis van de Pearl index .
Het pessarium is even effectief als een condoom. Het gebruik van een condoom in combinatie met het pessarium is even betrouwbaar als de pil. De betrouwbaarheid van het pessarium neemt toe naarmate vrouwen het pessarium langer gebruiken.
Het is daarom aan te raden in het begin (de eerste maand) het pessarium in combinatie met het condoom te gebruiken of een andere anticonceptie methode.
Over het algemeen voelen de vrouw en haar partner het pessarium niet zitten. Wanneer de partner het pessarium wel voelt zitten wordt dit over het algemeen niet als hinderlijk ervaren.

### Voor- en nadelen
Nadelen:
- het is niet 100% betrouwbaar; sommige vrouwen worden ondanks gebruik van het pessarium ongewenst zwanger.
- het beschermt niet tegen hiv en andere geslachtsziekten.
- het vergt vaardigheid van de vrouw om het pessarium in de vagina in te brengen.
- het moet enige tijd voor de geslachtsgemeenschap worden ingebracht, dit kan lustverminderend werken.

Voordelen:
- het verstoort het gevoel niet, zoals condooms veelal doen.
- het bevat geen hormonen.
- wordt alleen toegepast tijdens de gemeenschap.